# Acácio Quifucussa
Acácio Quifucussa (10 agosto 1997) è un judoka angolano.

## Palmarès
- Giochi panafricani

Rabat 2019: bronzo nei -73kg.
- Campionati africani

Tunisi 2018: bronzo nei -72kg.